# Apache OpenOffice Draw

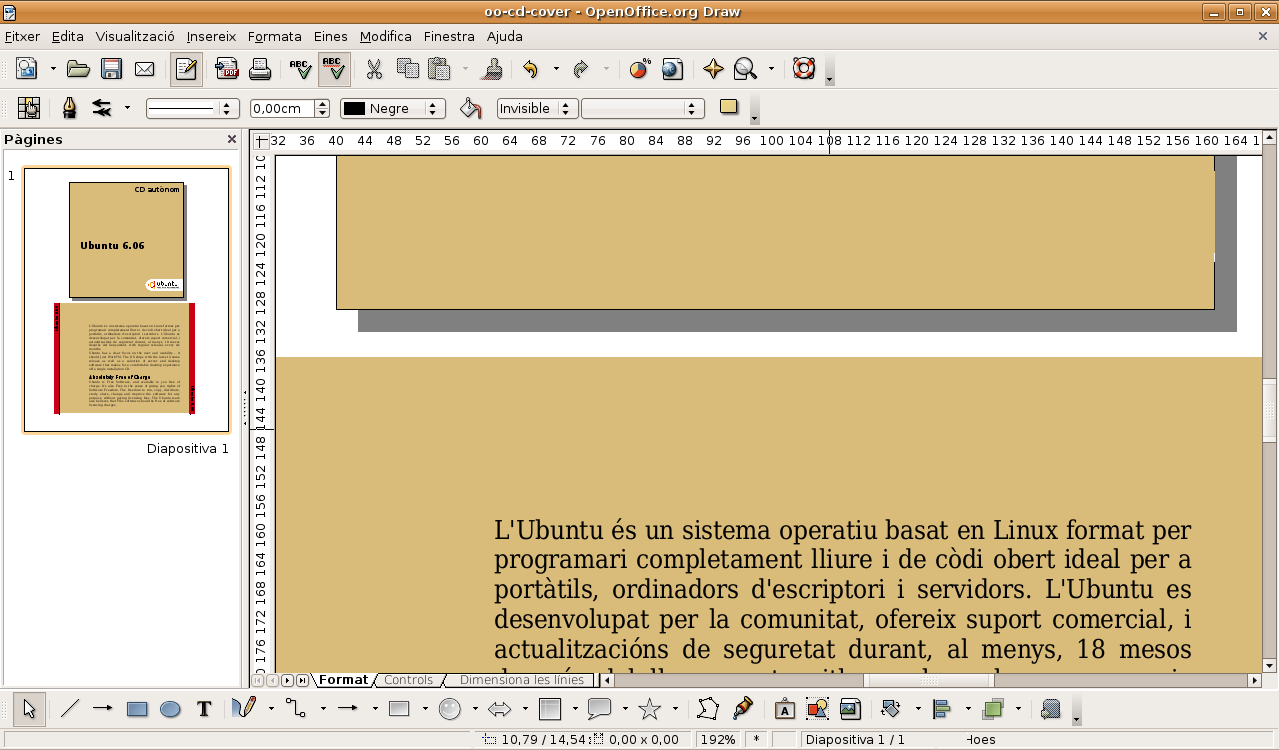
Captura de pantalla de la versió 2.0 de l'OpenOffice.org Draw en català

L'Apache OpenOffice Draw, anteriorment OpenOffice.org Draw fins al desembre del 2011, és un editor de gràfics vectorials similar al CorelDRAW que forma part de la suite ofimàtica Apache OpenOffice. Ofereix com a característica uns "connectors" versàtils entre figures, que estan disponibles amb una àmplia varietat d'estils de línia i faciliten fer dibuixos com a organigrames.
Els usuaris de l'OpenOffice.org Impress també poden instal·lar l'Open Clip Art Library (Biblioteca Oberta de Clip Arts), que afegeix una enorme galeria de gràfic vectorials (banderes, logotips, icones, pancartes, etc.) per a presentacions generals i projectes de dibuix. Algunes distribucions de GNU/Linux com Debian i Ubuntu han proporcionat un paquet d'openclipart fàcil de descarregar i instal·lar en el seu sistema operatiu.

## Suport del format SVG
Amb l'acceptació del SVG creixent, l'habilitat d'OpenOffice.org Draw d'importar i exportar al format SVG ha arribat a ser cada vegada més important.
Actualment, l'OpenOffice.org suporta exportar al format SVG, encara que amb algunes limitacions per ser resoltes. Tanmateix, el filtre de la importació de SVG , encara està en desenvolupament intensiu i requereix utilitzar JRE.
Amb el desenvolupament i la maduresa dels filtres SVG, els usuaris podran usar Draw per editar directament l'enorme col·lecció de mostres SVG de l'Open Clip Art Library, en comptes d'usar usar un altre editor de SVG com l'Inkscape, o treballar únicament amb gràfics de mapa de bits.
La darrera versió beta 3.4 ja permet aquesta importació. Si s'importa des d'InkScape es pot convertir en polígons, seguidament desagrupar-se i editar cadascun d'ells.